# Spadowy Żleb

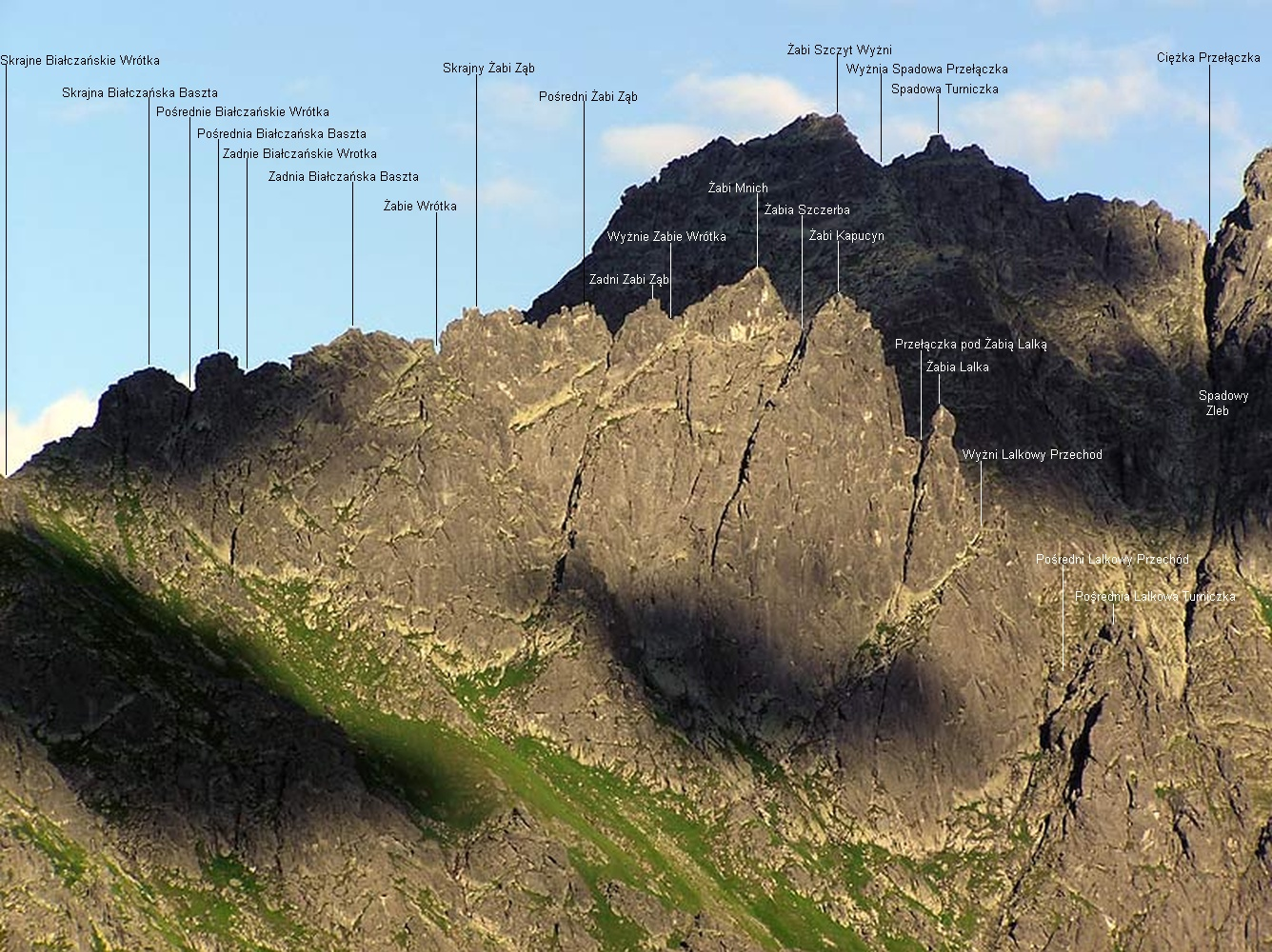

Spadowy Żleb (niem. Leitenschluch, słow. Spádový žľab, węg. Lejtő-szakadék, 2085 m) – żleb w polskich stokach północnej grani Rysów w Tatrach Wysokich. Opada z Ciężkiej Przełączki (ok. 2205 m) ku północnemu zachodowi. Na wysokości około 1900 m uchodzi do Wyżniego Białczańskiego Żlebu.
Najwyższa część Spadowego Żlebu jest krucha, stroma i głęboko wcięta, dolna znacznie rozszerza się. Orograficznie lewe ograniczenie żlebu tworzy zachodni filar Spadowej Kopy i jej północno-zachodnia ściana. Prawe ograniczenie tworzą ścianki opadające z odcinka grani między Białczańską Przełęczą Wyżnią i Ciężką Przełączką. Żleb ma trzy orograficznie prawe odgałęzienia. Są to trzy żlebki wcinające się w zachodnie stoki grani między Ciężką Przełączką a Wyżnią Spadową Przełączką.
Autorem nazwy żlebu jest Władysław Cywiński